# ادواردو یاچتی
ادواردو یاچتی (انگلیسی: Eduardo Iachetti؛ زادهٔ ۱۰ فوریهٔ ۱۹۷۵) بازیکن فوتبال اهل آرژانتین است.
از باشگاه‌هایی که در آن بازی کرده‌است می‌توان به باشگاه فوتبال بلومینگ اشاره کرد.